# Rally van Mexico
De Rally van Mexico, formeel Rally Guanajuato México, is de Mexicaanse ronde van het wereldkampioenschap rally.

## Lijst van winnaars

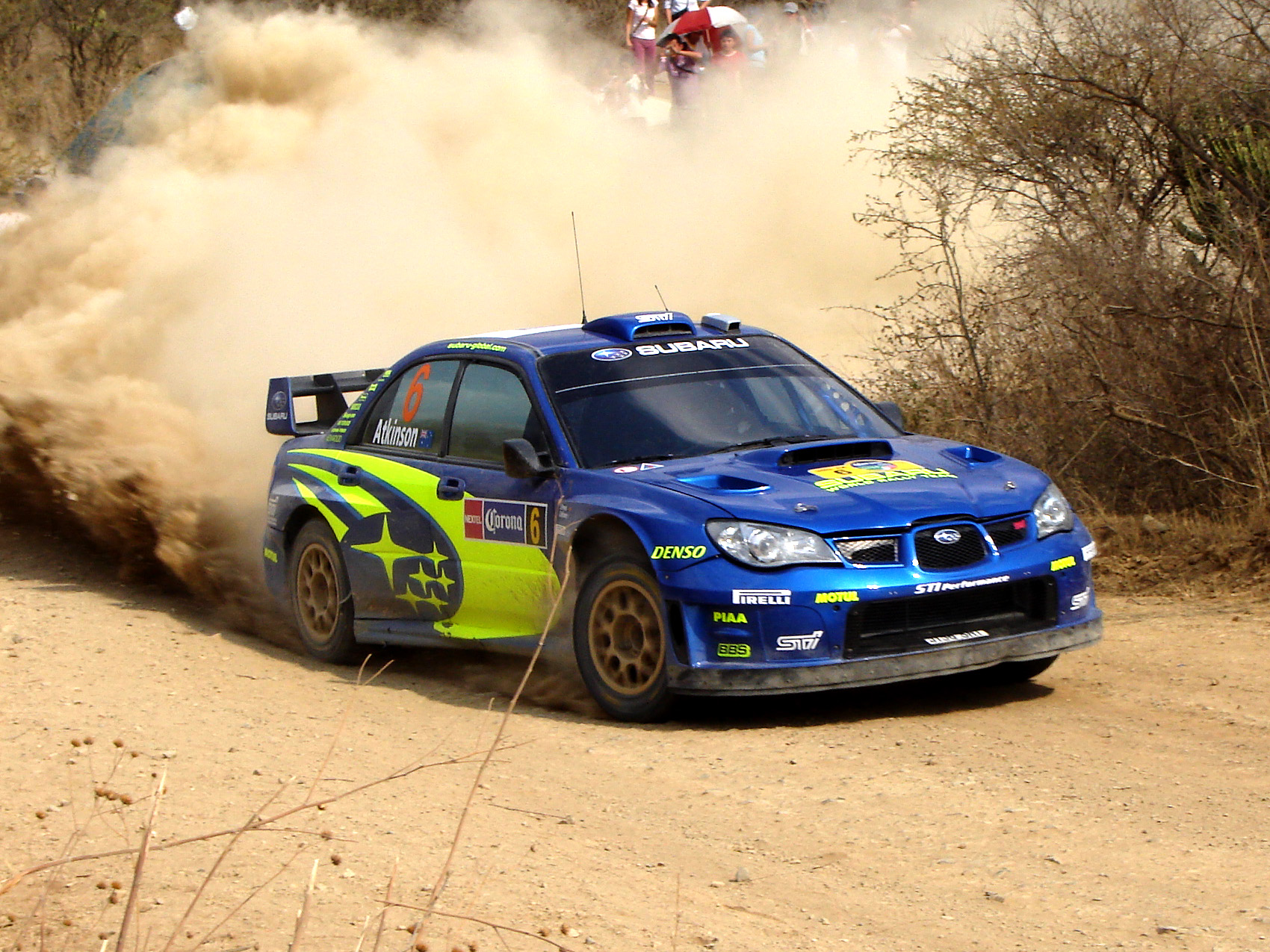
Chris Atkinson actief in de rally in 2008

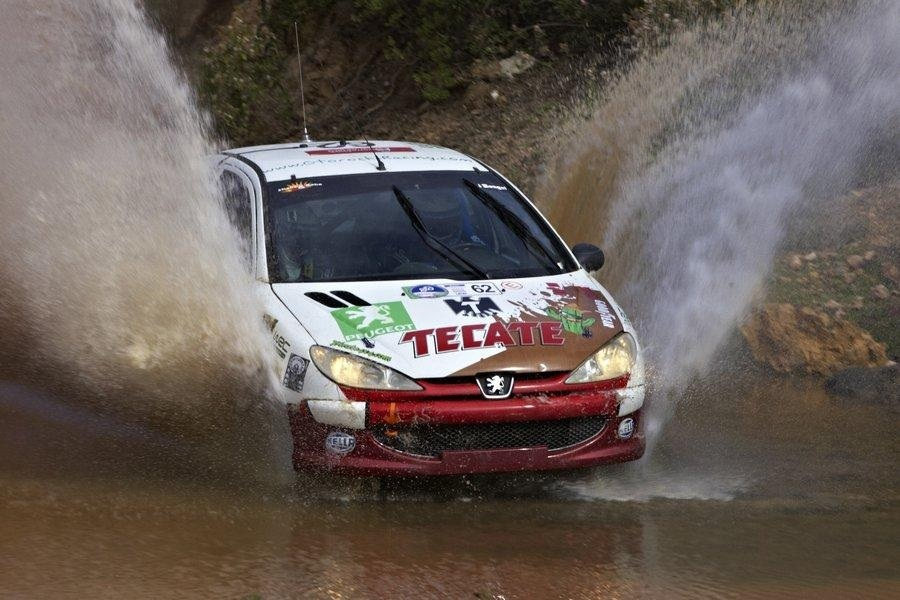
Een amateur deelnemer door een waterplas in 2010

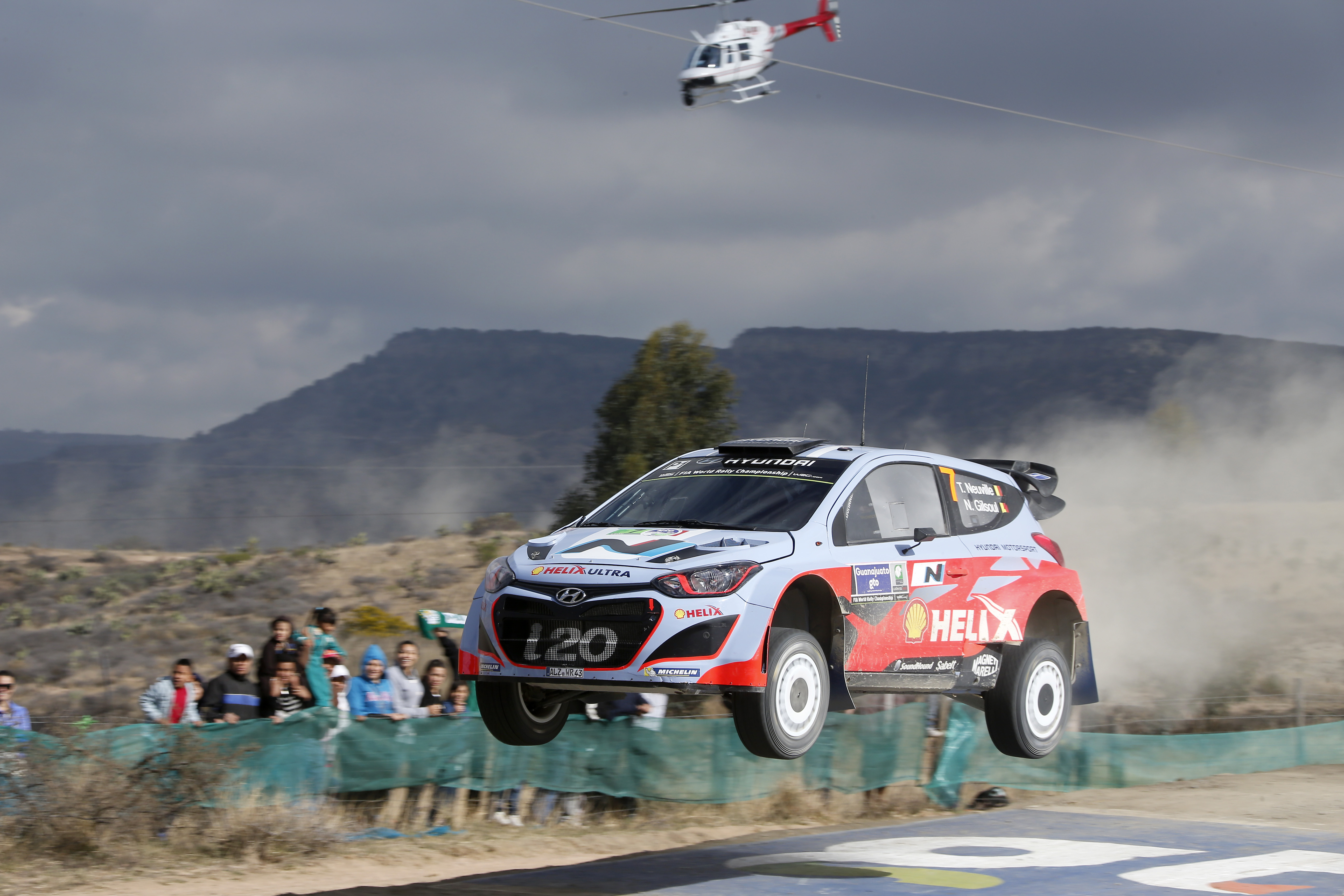
Thierry Neuville over een jump tijdens de rally in 2014

- Noot: De lijst is niet compleet.

| Editie | Seizoen | Rijder                                    | Navigator                                 | Auto                                      |                                           |
| ------ | ------- | ----------------------------------------- | ----------------------------------------- | ----------------------------------------- | ----------------------------------------- |
| 34     | 2020    | Sébastien Ogier                           | Julien Ingrassia                          | Toyota Yaris WRC                          |                                           |
| 33     | 2019    | Sébastien Ogier                           | Julien Ingrassia                          | Citroën C3 WRC                            |                                           |
| 32     | 2018    | Sébastien Ogier                           | Julien Ingrassia                          | Ford Fiesta WRC                           |                                           |
| 31     | 2017    | Kris Meeke                                | Paul Nagle                                | Citroën C3 WRC                            |                                           |
| 30     | 2016    | Jari-Matti Latvala                        | Miikka Anttila                            | Volkswagen Polo R WRC                     |                                           |
| 29     | 2015    | Sébastien Ogier                           | Julien Ingrassia                          | Volkswagen Polo R WRC                     |                                           |
| 28     | 2014    | Sébastien Ogier                           | Julien Ingrassia                          | Volkswagen Polo R WRC                     |                                           |
| 27     | 2013    | Sébastien Ogier                           | Julien Ingrassia                          | Volkswagen Polo R WRC                     |                                           |
| 26     | 2012    | Sébastien Loeb                            | Daniel Elena                              | Citroën DS3 WRC                           |                                           |
| 25     | 2011    | Sébastien Loeb                            | Daniel Elena                              | Citroën DS3 WRC                           |                                           |
| 24     | 2010    | Sébastien Loeb                            | Daniel Elena                              | Citroën C4 WRC                            |                                           |
|        | 2009    | Rally verreden als de 'Rally of Nations'. | Rally verreden als de 'Rally of Nations'. | Rally verreden als de 'Rally of Nations'. | Rally verreden als de 'Rally of Nations'. |
| 22     | 2008    | Sébastien Loeb                            | Daniel Elena                              | Citroën C4 WRC                            |                                           |
| 21     | 2007    | Sébastien Loeb                            | Daniel Elena                              | Citroën C4 WRC                            |                                           |
| 20     | 2006    | Sébastien Loeb                            | Daniel Elena                              | Citroën Xsara WRC                         |                                           |
| 19     | 2005    | Petter Solberg                            | Phil Mills                                | Subaru Impreza WRC2005                    |                                           |
| 18     | 2004    | Markko Märtin                             | Michael Park                              | Ford Focus RS WRC 03                      |                                           |
| 17     | 2003    | Marcos Ligato                             | Rubén García                              | Mitsubishi Lancer Evo VII                 |                                           |
| 16     | 2002    | Harri Rovanperä                           | Risto Pietiläinen                         | Peugeot 206 WRC                           |                                           |
| 15     | 2001    | Ramón Ferreyros                           | Raúl Velit                                | Toyota Celica GT-Four                     |                                           |
| 14     | 2000    | Douglas Gore                              | Mark Nelson                               | Mitsubishi Lancer Evo                     |                                           |
| 13     | 1999    | Gabriel Marín                             | Javier Marín                              | Mitsubishi Lancer Evo                     |                                           |
| 12     | 1998    | Carlos Izquierdo                          | Angélica Fuentes                          | Nissan Tsuru                              |                                           |
| 11     | 1997    | Roger Hull                                | Shaun Gallagher                           | Mitsubishi Eclipse                        |                                           |
| 10     | 1994    | Agustín Zamora                            | Gabriel Marín                             | Mitsubishi Eclipse                        |                                           |
| 9      | 1993    | Giuseppe Spataro                          | Jean Noël Valdelièvre                     | Mitsubishi Eclipse                        |                                           |